# Milan Rúfus

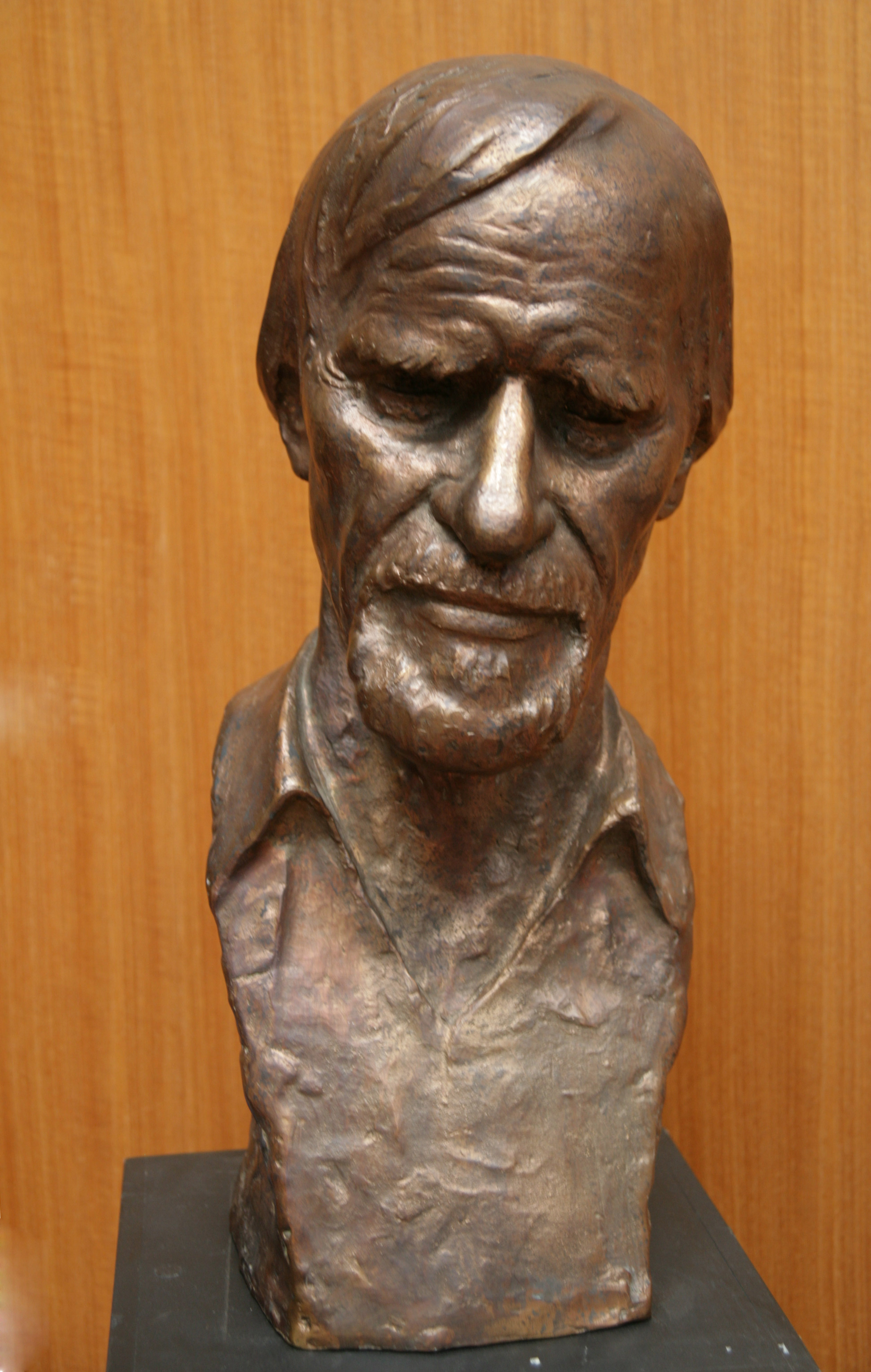
Büste von Milan Rúfus

Milan Rúfus (* 10. Dezember 1928 in Závažná Poruba, Tschechoslowakei; † 11. Januar 2009 in Bratislava, Slowakei) war ein slowakischer Dichter, Literaturhistoriker, Übersetzer und Essayist.

## Leben
Milan Rúfus wurde als Sohn einer Maurerfamilie geboren. Er besuchte die Volksschule in seinem Heimatort und das Gymnasium in Liptovský Mikuláš. In den Jahren 1948–1952 studierte er Slowakisch und Geschichte an der Comenius-Universität Bratislava.
Nach dem Ende seines Hochschulstudiums lehrte er an der Philosophischen Fakultät dieser Universität bis 1989 slowakische und tschechische Literaturgeschichte. In den Jahren 1971 und 1972 wirkte er ferner als Gastprofessor an einer Universität in Neapel, wo er slowakische Sprache und Literatur lehrte.
1990 ging er in den Ruhestand und lebte bis zu seinem Tod bei seiner Familie in Bratislava.

## Werk
Seine ersten Gedichte veröffentlichte er in den 1940er Jahren, die erste Gedichtsammlung Až dozrieme (Bis wir reifen) 1956. Es folgten weitere über 30 Bücher. Das Kinderbuch Modlitbičky (Kleine Gebete) gilt als sein erfolgreichstes Werk, wohl aber auch seine letzten Bände Báseň a čas (Poesie und Zeit, 2005) und Vernosť (Treue, 2007)
Die Arbeit des evangelischen Christen zeichnet sich durch religiöse Poesie aus, immer wieder thematisierte er Werte wie Menschlichkeit, Bescheidenheit und weltliche wie göttliche Liebe. Zur Zeit des Kommunismus wurde er, wie die meisten Autoren, nur geduldet. Seine Gedichte in deutscher Nachdichtung erschienen 1996 bei Gollenstein Verlag (Blieskastel, Deutschland) unter dem Titel Strenges Brot.
Im Rahmen seiner Übersetzungstätigkeit überlieferte er 1966 Henrik Ibsens Peer Gynt ins Slowakische, weiters Werke von František Hrubín, Sergei Alexandrowitsch Jessenin, Michail Jurjewitsch Lermontow und Josef Kajetán Tyl.

## Auszeichnungen
Rúfus, dessen Arbeiten in 15 Sprachen übersetzt wurden, war ab 1991 jedes Jahr für den Literaturnobelpreis nominiert.
In der Slowakei erlangte er mehrere renommierte Auszeichnungen, darunter den Staatspreis für Literatur (1970), den T. G. Masaryk-Orden (1991) und den Ľudovít-Štúr-Orden Erster Klasse (1995).
Zuletzt gewann er den International Crane Summit Award for Poetry 2008, in dessen Folge seine Gedichte auch auf Mandarin übersetzt werden.
Am 30. Januar 2010 wurde der Asteroid (33158) Rúfus nach ihm benannt.

## Publikationen
- Strenges Brot, Gedichte, nachgedichtet von Uwe Grüning und Richard Pietraß. Mit einem Nachwort von Manfred Jähnichen, illustriert von Dušan Kállay (= Vers-Zeit bei Gollenstein), Gollenstein, Blieskastel 1998, ISBN 3-930008-85-8.
- Gedichte von Miroslav Válek, Milan Rúfus, Vojtech Mihálik, Manfred Jähnichen, herausgegeben und mit einem Nachwort versehen von Manfred Jähnichen, Nachdichtungen aus dem Slowakisch von Günther Deicke u. a. Volk und Welt, Berlin 1978, OCLC 5775496.